# Rushan Abbas

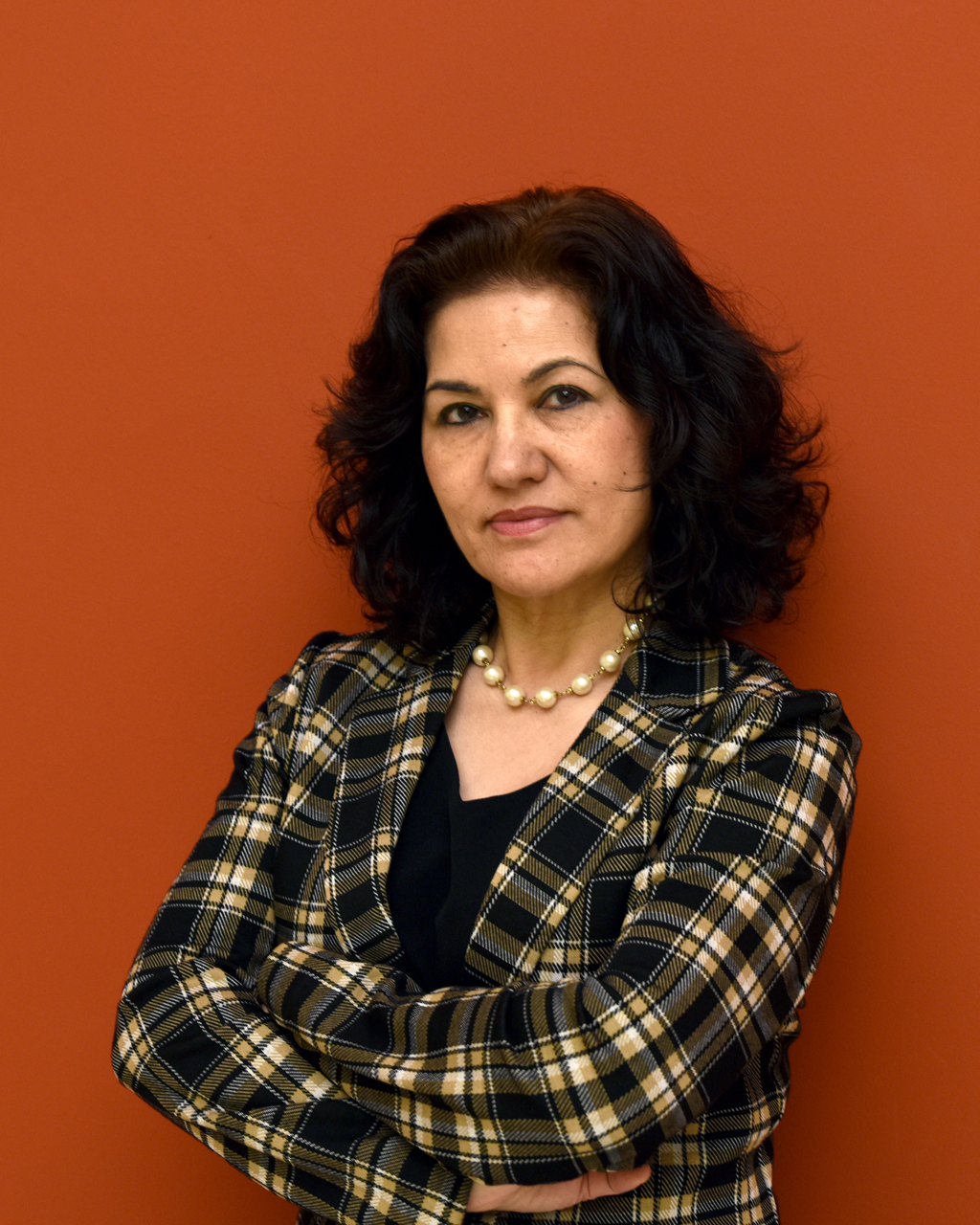
Rushan Abbas (2022)

Rushan Abbas (Uigurisch: روشەن ئابباس; Chinesisch: 茹仙·阿巴斯; * 14. Juni 1967 in Ürümqi) ist eine uigurisch-amerikanische Menschenrechtsaktivistin, die sich für die Rechte der Uiguren und das Uigurische Autonome Gebiet Xinjiang einsetzt.

## Ausbildung
Abbas besuchte von 1984 bis 1988 die Universität Xinjiang, wo sie Biologie studierte. Während ihrer Zeit an der Universität war Abbas eine der Mitorganisatorinnen der pro-demokratischen Kundgebungen in den Jahren 1985 und 1988, mit denen sie gegen die Politik Chinas in der Uigurischen Autonomen Region Xinjiang protestierte. 1989 ging sie in die Vereinigten Staaten und besuchte die Washington State University, wo sie Pflanzenpathologie studierte.

## Aktivismus
Seit Ende der 1980er Jahre setzt sich Abbas für die Menschenrechte der Uiguren weltweit ein. Sie informiert und berät häufig zu politischen und rechtlichen Maßnahmen. Sie arbeitet häufig mit internationalen Menschenrechtsorganisationen zusammen und trifft sich mit internationalen Regierungsvertretern und Politikern. Kurz nach den Anschlägen vom 11. September 2001 arbeitete sie als Dolmetscherin für das US-Militär bei Verhören von uigurischen Gefangenen in Guantanamo Bay.
Abbas leitete die uigurische Frauenbewegung „One Voice One Step“, eine organisierte Demonstration, die am 15. März 2018 in 14 Ländern und 18 Städten am selben Tag stattfand, um gegen Chinas Inhaftierung von Millionen von Uiguren in Konzentrationslagern zu protestieren. Mit den Protesten wurde vor allem gefordert, dass Maßnahmen gegen Berichte über Konzentrationslager in der Autonomen Region Xinjiang-Uigurien ergriffen werden.
Am 5. September 2018 nahm Abbas an einer Podiumsdiskussion mit dem Titel „China's 'War on Terrorism' and the Xinjiang Emergency“ teil, die vom Hudson Institute veranstaltet wurde. Abbas sprach über den anhaltenden Völkermord an den Uiguren und beschrieb die Lager, in denen Uiguren in China festgehalten werden. Sechs Tage später verschwanden eine von Abbas’ Schwestern und eine Tante im Nordwesten Chinas. Abbas vermutete, dass beide von der chinesischen Regierung als Vergeltungsmaßnahme für ihre Rede inhaftiert wurden. Nach 27 Monaten wurde von der chinesischen Regierung bestätigt, dass ihre Schwester, Dr. Gulshan Abbas, wegen angeblicher Terrorvorwürfe in einem Gefängnis in China festgehalten werde.
2017 gründete Abbas die Organisation Campaign for Uyghurs. Die Organisation setzt sich international für die Rechte der Uiguren ein. Das Hauptaugenmerk der Organisation liegt auf den anhaltenden Verstößen gegen die Menschenrechte in China, die von einigen Staaten als Völkermord bezeichnet werden. Im Februar 2022 wurden die Campaign for Uyghurs zusammen mit dem Uyghur Human Rights Project für den Friedensnobelpreis nominiert.